# Saint-Rémy (Calvados)
Saint-Rémy és un municipi francès situat al departament de Calvados i a la regió de Normandia. L'any 2007 tenia 1.077 habitants.

## Demografia

### Població
El 2007 la població de fet de Saint-Rémy era de 1.077 persones. Hi havia 447 famílies de les quals 137 eren unipersonals (74 homes vivint sols i 63 dones vivint soles), 153 parelles sense fills, 133 parelles amb fills i 24 famílies monoparentals amb fills.
La població ha evolucionat segons el següent gràfic:
Habitants censats

### Habitatges
El 2007 hi havia 531 habitatges, 461 eren l'habitatge principal de la família, 36 eren segones residències i 34 estaven desocupats. 496 eren cases i 33 eren apartaments. Dels 461 habitatges principals, 290 estaven ocupats pels seus propietaris, 164 estaven llogats i ocupats pels llogaters i 8 estaven cedits a títol gratuït; 2 tenien una cambra, 35 en tenien dues, 122 en tenien tres, 125 en tenien quatre i 176 en tenien cinc o més. 370 habitatges disposaven pel capbaix d'una plaça de pàrquing. A 205 habitatges hi havia un automòbil i a 196 n'hi havia dos o més.

### Piràmide de població
La piràmide de població per edats i sexe el 2009 era:
| Homes | Edats   | Dones |
| ----- | ------- | ----- |
| 0     | 95 o +  | 0     |
| 0     | 90 a 94 | 0     |
| 0     | 85 a 89 | 28    |
| 8     | 80 a 84 | 4     |
| 40    | 75 a 79 | 24    |
| 24    | 70 a 74 | 44    |
| 28    | 65 a 69 | 32    |
| 20    | 60 a 64 | 24    |
| 32    | 55 a 59 | 28    |
| 40    | 50 a 54 | 52    |
| 64    | 45 a 49 | 36    |
| 32    | 40 a 44 | 32    |
| 12    | 35 a 39 | 24    |
| 20    | 30 a 34 | 32    |
| 40    | 25 a 29 | 40    |
| 44    | 20 a 24 | 44    |
| 36    | 15 a 19 | 28    |
| 24    | 10 a 14 | 32    |
| 36    | 5 a 9   | 24    |
| 20    | 0 a 4   | 20    |

## Economia
El 2007 la població en edat de treballar era de 671 persones, 497 eren actives i 174 eren inactives. De les 497 persones actives 421 estaven ocupades (233 homes i 188 dones) i 76 estaven aturades (29 homes i 47 dones). De les 174 persones inactives 82 estaven jubilades, 44 estaven estudiant i 48 estaven classificades com a «altres inactius».

### Ingressos
El 2009 a Saint-Rémy hi havia 462 unitats fiscals que integraven 1.075 persones, la mediana anual d'ingressos fiscals per persona era de 16.508,5 €.

### Activitats econòmiques
Dels 35 establiments que hi havia el 2007, 1 era d'una empresa alimentària, 6 d'empreses de fabricació d'altres productes industrials, 6 d'empreses de construcció, 9 d'empreses de comerç i reparació d'automòbils, 2 d'empreses de transport, 2 d'empreses d'hostatgeria i restauració, 2 d'empreses immobiliàries, 1 d'una empresa de serveis, 4 d'entitats de l'administració pública i 2 d'empreses classificades com a «altres activitats de serveis».
Dels 10 establiments de servei als particulars que hi havia el 2009, 1 era una oficina de correu, 1 taller de reparació d'automòbils i de material agrícola, 2 paletes, 1 fusteria, 1 lampisteria, 1 empresa de construcció, 2 perruqueries i 1 restaurant.
Dels 5 establiments comercials que hi havia el 2009, 1 era un hipermercat, 1 una botiga de menys de 120 m², 1 una fleca, 1 una peixateria i 1 una joieria.
L'any 2000 a Saint-Rémy hi havia 15 explotacions agrícoles que ocupaven un total de 560 hectàrees.

## Equipaments sanitaris i escolars
L'únic equipament sanitari que hi havia el 2009 era una farmàcia.
El 2009 hi havia una escola elemental.

## Poblacions més properes
El següent diagrama mostra les poblacions més properes.